# بيت المراني (الرجم)

تعديل مصدري - تعديل

بيت المراني هي إحدى قرى عزلة بني هيثم بمديرية الرجم التابعة لمحافظة المحويت، بلغ تعداد سكانها 317 نسمة حسب تعداد اليمن لعام 2004.